# Occupazione italiana di Adalia
L'occupazione italiana di Adalia, città della Turchia, avvenne nelle fasi convulse che portarono al trattato di Sèvres (dal 1919 al 1922).

## Storia

### Premesse
Con il Patto di Londra del 1915, l'Italia aveva negoziato, in cambio dell'intervento a fianco della Triplice intesa, in aggiunta al Trentino-Alto Adige fino al confine del Brennero, alla Venezia Giulia ed alcuni territori della Dalmazia, anche degli altri compensi nel caso di uno smembramento dell'impero ottomano, come il porto di Adalia in Anatolia e il territorio contiguo, dove era segnalato un bacino carbonifero.
Con l'armistizio di Mudros del 30 ottobre 1918, la Turchia aveva accettato le condizioni, dettate unilateralmente dalle potenze vincitrici; in Italia, dove già maturava l'idea della vittoria mutilata, si temeva di vedere delusa anche questa clausola del Patto di Londra.

### Sbarco italiano in Anatolia
In questo clima, il 9 marzo 1919, il governo italiano fece sbarcare un corpo di spedizione italiano ad Adalia e in breve tempo furono occupate anche le località vicine: Makri Budrun, Kuch-Adassi, Alanya, Konya, Ismidt e Eskişehir.
Questa prova di forza trovò la ferrea opposizione del governo greco – non legato al Patto di Londra - che aspirava ad occupare un largo territorio dell'Anatolia. In assenza della delegazione italiana capeggiata dal presidente del consiglio Orlando, alla conferenza di pace di Parigi, la Grecia riuscì ad ottenere, dal Consiglio Supremo, il permesso di intervenire sulla costa egea dell'Anatolia. Il 15 maggio 1919, pertanto, l'esercito greco operò uno sbarco a Smirne con l'occupazione di Aydin, Magnesia, Kassaba, Ayvalik ed Edemieh.
Tra il governo italiano e quello greco sorse un'aspra controversia, poi risolta con un accordo segreto sottoscritto il 29 luglio 1919 da Tittoni e da Venizelos in cui l'Italia rinunciava a Adalia e alle isole del Dodecaneso salvo Rodi, in cambio dell'appoggio greco ad un “mandato” italiano sull'Albania. Tale accordo, peraltro, fu denunciato dal successivo Ministro degli esteri italiano Carlo Sforza (giugno 1920).
La Conferenza di Pace di Parigi, conseguente alle vicende della prima guerra mondiale, fu articolata con una serie di trattati con le singole nazioni rimaste sconfitte. Con l'Impero Ottomano si arriverà al trattato di Sèvres (10 agosto 1920), che riconobbe all'Italia una zona di penetrazione economica su Adalia e dintorni, oltre al possesso del Dodecaneso, e l'occupazione greca di Smirne e i suoi dintorni.
Con l'espandersi della Guerra greco-turca (1919-1922), i rivoluzionari turchi ottennero un'importante assistenza militare da parte dell'Italia, che utilizzò la base di Adalia per armare e addestrare le truppe di Mustafa Kemal Atatürk contro i Greci.

### Il ritiro
L'Italia provvide al ritiro del proprio corpo di spedizione in Anatolia (aprile-autunno 1922).
Dopo la vittoriosa guerra contro i greci e la costituzione della Repubblica Turca di Mustafa Kemal, il trattato di Sèvres fu annullato e sostituito dal trattato di Losanna (1923). In quest'ultimo atto, la Turchia confermava all'Italia il possesso del Dodecaneso e riconosceva per la prima volta la sovranità italiana sulla Libia, ma non le accordava nessuna zona oggetto di influenza economica né di occupazione militare in Anatolia.

## Comandanti delle truppe italiane ad Adalia
- Giuseppe Battistoni dal 29 aprile 1919 al 24 luglio 1919
- Luigi Bongiovanni dal 24 luglio 1919 al 17 agosto 1919
- Vittorio Elia dal 17 agosto 1919 al 18 dicembre 1919
- Achille Porta dal 18 dicembre 1919 al 7 agosto 1920
- Giorgio Fusoni dal 7 agosto 1920 al 29 aprile 1922